# PDFCreator
PDFCreator è un software libero per piattaforma Windows che consente di generare file in formato PDF da qualsiasi documento. Una volta installato, permette di selezionare per la stampa una stampante chiamata PDFCreator, e quindi permette di poter generare documenti PDF da quasi ogni applicazione.
Il programma è scritto nel linguaggio C# di Microsoft e dipende da alcuni componenti proprietari di Windows: questo lo rende, di fatto, disponibile solo in ambiente Windows. La generazione vera e propria del file PDF è gestita da GhostScript.
Dalla versione 0.9.6 la lingua scelta è selezionabile in fase di installazione.
L'ultima versione 100% free installabile su Microsoft Windows XP è la 2.5.3 reperibile dalla sezione Older Releases.

## La toolbar
A partire dalla versione 0.9.7, PDFCreator include un'applicazione stile barra degli strumenti, la PDFForge Toolbar. In rete diversi utenti hanno riportato che questa applicazione ha modificato le impostazioni dei loro computer, reindirizzando gli errori 404 dei loro browser ad un motore di ricerca esterno. I termini di utilizzo di PDFCreator riportano che il software avrebbe:
È stato riportato da diversi utenti che disabilitare l'opzione per l'installazione della barra durante il processo di installazione non avrebbe effetto, dovendo disabilitare nei passi successivi anche l'opzione per i "Browser Add On" (la cosa, per lo meno dalla versione 0.9.8, è segnata durante il processo di installazione). Il fatto, per quello che riguarda l'installazione silenziosa via rete, è stato in parte confermato anche da uno degli sviluppatori, il quale sul sito ufficiale, in risposta ad alcune critiche, ha affermato che le modifiche del browser relative al motore di ricerca sono funzioni aggiuntive (additional function) da escludere esplicitamente al di là della scelta dell'installazione del componente toolbar. La toolbar è tuttavia disinstallabile dal pannello di controllo di windows, come una normale applicazione. Diversi commentatori hanno paragonato il funzionamento della toolbar a quello di un malware.

## Versioni contraffatte
La popolarità di PDFCreator, ottenuta attraverso il passaparola degli utenti, ha spinto altri produttori di software a indirizzare utenti dalla ricerca della versione open source, verso software simili, ma a pagamento, anch'essi chiamati ingannevolmente "PDFCreator". Tra queste versioni a pagamento ci sono PDF Creator della Capsoft da 57,95 dollari e PDFCreator della WCCL da 24,95 dollari.